# Cena Vasyla Stuse
Cena Vasyla Stuse (ukrajinsky Премія імені Василя Стуса), udělovaná od ledna 1989, je první nevládní cenou udělovanou za „talent a odvahu“ a za to, že je hodna památky básníka Vasyla Stuse. Tato cena byla zřízena Ukrajinskou asociací nezávislé tvůrčí inteligence v čele s Jevhenem Sverstjukem (1928–2014). Cena Vasyla Stuse je každoročně udělována ukrajinským autorům PEN (spisovatelům, umělcům, režisérům, hudebníkům, kulturním manažerům) bez ohledu na místo pobytu během jejich života za mimořádný přínos ukrajinské kultuře a udržitelnosti občanství. Je udělována každý rok k datu Stusova narození. Od roku 2016 je udělována ukrajinskou pobočkou Mezinárodního PEN klubu. 
Mezi nositele této ceny patří např. Olena Holubová. Mykola Horbal, Myroslav Marynovyč, Vasyl Ovsienko, Taras Voznjak.